# Renate van der Bas
Renate van der Bas (Amersfoort, 13 augustus 1963, geboren Vonkeman) is een Nederlands journaliste, televisierecensente, columniste en schrijfster.

## Opleiding
Na het gymnasium studeerde Van der Bas van 1981 tot 1985 aan de Christelijke Academie voor de Journalistiek (CAJ, nu onderdeel van Windesheim) in Kampen. In 1982 begon ze met werken voor de jongerenprogramma's van de NCRV Radio, onder meer als presentator en columnist voor het programma Koploper. Voor de Vereniging van Nederlandse Gemeenten deed ze een experiment met Viditel. Na haar afstuderen in 1985 ging ze aan de slag als copywriter voor reclamebureau Data Gold. Van der Bas verzorgde onder meer reisreportages voor dagblad Het Parool. Ze schrijft boeken en artikelen over Frankrijk, reizen, eten en drinken en persoonlijke getinte columns over het leven in Zuid-Frankrijk met haar man. Ook werkt ze als freelance journaliste en schrijft ze verhalen over eten en drinken voor culinair magazine Bouillon!, Leven in Frankrijk en En Route Magazine.
Sinds maart 2016 schrijft Van der Bas als televisierecensente een vaste column voor dagblad Trouw in de rubriek "Bas en Bos kijken tv".
Van der Bas is juryvoorzitter van de Zilveren Nipkowschijf, de oudste televisieprijs van Nederland en voorzitter van de Stichting Nipkow.

## Persoonlijk
Van der Bas is gehuwd en woont sinds 1998 in Espéraza in het Franse departement Aude.